# Siège de la Compagnie budapestoise d'électricité
Le Siège de la Compagnie budapestoise d'électricité (en hongrois : Budapesti Elektromos Művek székház) est un édifice situé dans le 13e arrondissement de Budapest. Le bâtiment a été édifié de 1893 à 1910. 